# Bonjour
Bonjour，原名Rendezvous，是苹果电脑公司在其开发的操作系统Mac OS X10.2版本之后引入的服务器搜索协议所使用的一个商标名。适用于LAN， Bonjour使用多点传送域名系统服务记录来定位各种设备，比如打印机或者其他电脑，以及另外设备上的服务。
「Bonjour」是法语，有「你好」或「日安」之意，由「bon」（好）、「jour」（日）兩個辭彙所組成。

## 概要
Bonjour是在LAN（局域网）中寻找服务的一个主要方法。这项技术广泛用于Mac OS X，允许用户不用在任何设置下建立一个网络连接。目前用于在Mac OS X和其他操作系统上寻找打印机和文件共享服务器。还可以用于在iTunes中寻找共享音乐，在iPhoto寻找共享照片，在iChat，Proteus，Adium，Fire，Skype和Gizmo Project中寻找本地网络中的其他用户，在TiVo桌面上寻找视频录制器，在SubEthaEdit和E中寻找文件协作，在Contactizer中寻找、共享联系人、任务和活动消息。另外还可以用于在Safari中寻找当地网络服务器和当地设备的设置页面，用Asterisk来推广电话服务，设置参数VoIP电话和拨号。Bonjour Browser可以用来浏览所有设备和这些程序的服务。
没有特别的DNS设置，Bonjour只能在一个单一子网上运行。
有人对Bonjour有一些误解，认为它会将个人电脑的一些服务（如文件共享）等变成公开的互联网服务，引发安全危机问题。而实际上Bonjour并不提供其他额外的接入服务，甚至在用一个局域网（LAN）上；它很少宣称（"推广"）他们的存在。比如，一个用户可以浏览附近电脑上共享文件的列表——这些电脑上的Bonjour已经告诉用户这个服务可以使用，但是他必须进一步提供密码才能接入那些机器上的保密文件。而且，Bonjour只在一个封闭的范围内工作，默认设置中，它的信息只能传给同样子网的其他用户。

## 命名
Bonjour在2002年8月作为Mac OS X v10.2一部分发布的时候，原来的名字是"Rendezvous"，在法语中意思是“约会”。在2003年8月27日，TIBCO软件公司声称这个名字已经是他们的注册商标  自1994年起TIBCO软件公司已经有一个商用软件集成产品名叫TIBCO Rendezvous面市，该公司称试图和苹果公司商讨此事但无果而终。2004年7月，苹果公司和Tibco发布和解方案，此前广有传闻称新名字可能是OpenTalk，但是最后没被采用（可能是由于类似LocalTalk和PowerTalk）。在2005年4月12日，苹果公司宣布Rendezvous改名为Bonjour,，仍是一个法语词汇。